# اودو یورگنس
اودو یورگنس (انگلیسی: Udo Jürgens؛ زادهٔ ۳۰ سپتامبر ۱۹۳۴ در شهر کلاگنفورت اتریش - درگذشته ۲۱ دسامبر ۲۰۱۴ در سوئیس) یک خواننده و آهنگساز اهل اتریش بود.
از فیلم‌هایی که وی در آن نقش داشته‌است، می‌توان به این دنیای دیوانهٔ دیوانهٔ ترانه اشاره کرد.